# Marsheaux
Marsheaux es un dúo griego de synth pop formado en Atenas en 2003. El grupo está compuesto por las vocalistas, compositoras y teclistas Marianthi Melitsi y Sophie Sarigiannidou. El nombre Marsheaux se deriva de la primera sílaba del nombre de cada miembro de la banda. Ambas cantan casi exclusivamente en inglés. Andy McCluskey de Orchestral Manoeuvres in the Dark (OMD) dijo sobre esta banda: "Tengo una debilidad por Marsheaux, tengo que decir. Tienen un cierto tipo de encanto melancólico".

## Historia
Marianthi Melitsi y Sophie Sarigiannidou nacieron en Salónica, en Grecia. En 2000, se mudaron a Atenas y fundaron Marsheaux en 2003 para fomentar su apreciación de la música pop electrónica. En 2015, explicaron a un blog musical llamado AZLTRON el origen de la banda: "Estuvimos en una fiesta de Depeche Mode en Atenas hace 12 años, y los chicos de Undo Records nos dijeron que sólo podíamos tocar temas de Depeche Mode en nuestros sintetizadores. Así que decidimos formar una banda y hacer un tema para una compilación en la que estaban trabajando, llamada Nu Romantics. Hicimos una adaptación de Palomitas de maíz del compositor Gershon Kingsley, encontramos un nombre y ganamos la apuesta. Estamos muy contentas de haber ganado porque, si no, tendríamos que limpiar su almacén y mantenerlo limpio durante todo un año".
Marsheaux alcanzó fama nacional en Grecia con su primer sencillo, una versión de Palomitas de maíz de Gershon Kingsley. El sencillo recibió una amplia difusión en Grecia y en el resto de países de Europa. Continuaron ganando reconocimiento internacional por sus remezclas de Will I Ever de In Vox con Andy Bell del dúo británico Erasure. Producido por Undo Records, Marsheaux lanzó su álbum debut E-Bay Queen en junio de 2004. El álbum jugó un papel importante en las influencias de Marsheaux de The Human League, OMD, New Order, Erasure, Yazoo y Depeche Mode. E-Bay Queen fue recibido internacionalmente con una gran aceptación por parte de la crítica.
En diciembre de 2006, Undo Records publicó el siguiente álbum de Sophie y Marianthi, Peekaboo. El álbum incluía dos versiones, Regret de New Order y The Promise de When In Rome. La página web Electronically Yours lo calificó como "Álbum del año 2007". El sencillo Hanging On fue lanzado en 2007. Además de grabar material original, Marsheaux también remezcló temas existentes de artistas como Moby, Depeche Mode, Sakis Rouvás, Gwen Stefani y Hurts. En 2008, Marsheaux grabó una versión de la canción She's Leaving de OMD. También editaron el vinilo limitado de 7" Ghost, que incluía la cara B Bizarre Love Duo.
En julio de 2009, la banda lanzó su tercer álbum, Lumineux Noir, en Undo Records/Out of Line. El álbum se publicó en dos versiones: la edición estándar con 13 canciones y la edición limitada que incluía un disco extra con remezclas y una nueva canción. Según la revista Side-Line, no "trajo una evolución en el sonido, sino que muestra una creciente madurez en la composición y producción de canciones". Recuerda al synth pop de los años 80 con temas que han sido comparados con Ladytron, The Chemical Brothers y Client. Dos sencillos apoyaron el álbum: Breakthrough y Summer.
En mayo de 2011, Marsheaux lanzó una nueva canción, Can You Stop Me? En mayo de 2012, la banda publicó la recopilación de material en su mayoría inédito y canciones raras, E-Bay Queen is Dead. Un cuarto álbum, Inhale, le siguió en 2013, junto con una recopilación de los cuatro álbumes de estudio, Odyssey.
En 2015, Marsheaux lanzó su quinto álbum de estudio A Broken Frame, que es una versión del LP de 1982 de Depeche Mode del mismo nombre. Se ha visto como fiel al original pero con un sonido actualizado, incluyendo algunas interpretaciones más oscuras y lentas de temas como The Meaning Of Love y A Photograph Of You, así como una versión trip hop de Shouldn't Have Done That.
En mayo de 2016, Marsheaux lanzó un nuevo sencillo Safe Tonight, que incluye versiones originales y extendidas de la canción y remezclas de Nikonn y Fotonovela. Este single es de su sexto álbum de estudio Ath.Lon, lanzado el 16 de junio de 2016.

## De gira
Marsheaux ha actuado en vivo en varios festivales como Infest, Pluswelt, Amphi y Exit. El dúo también tocó en las presentaciones de OMD y Róisín Murphy en Grecia, y Client en Alemania. Las dos integrantes de la banda asisten regularmente como DJs invitadas en clubes de Atenas.

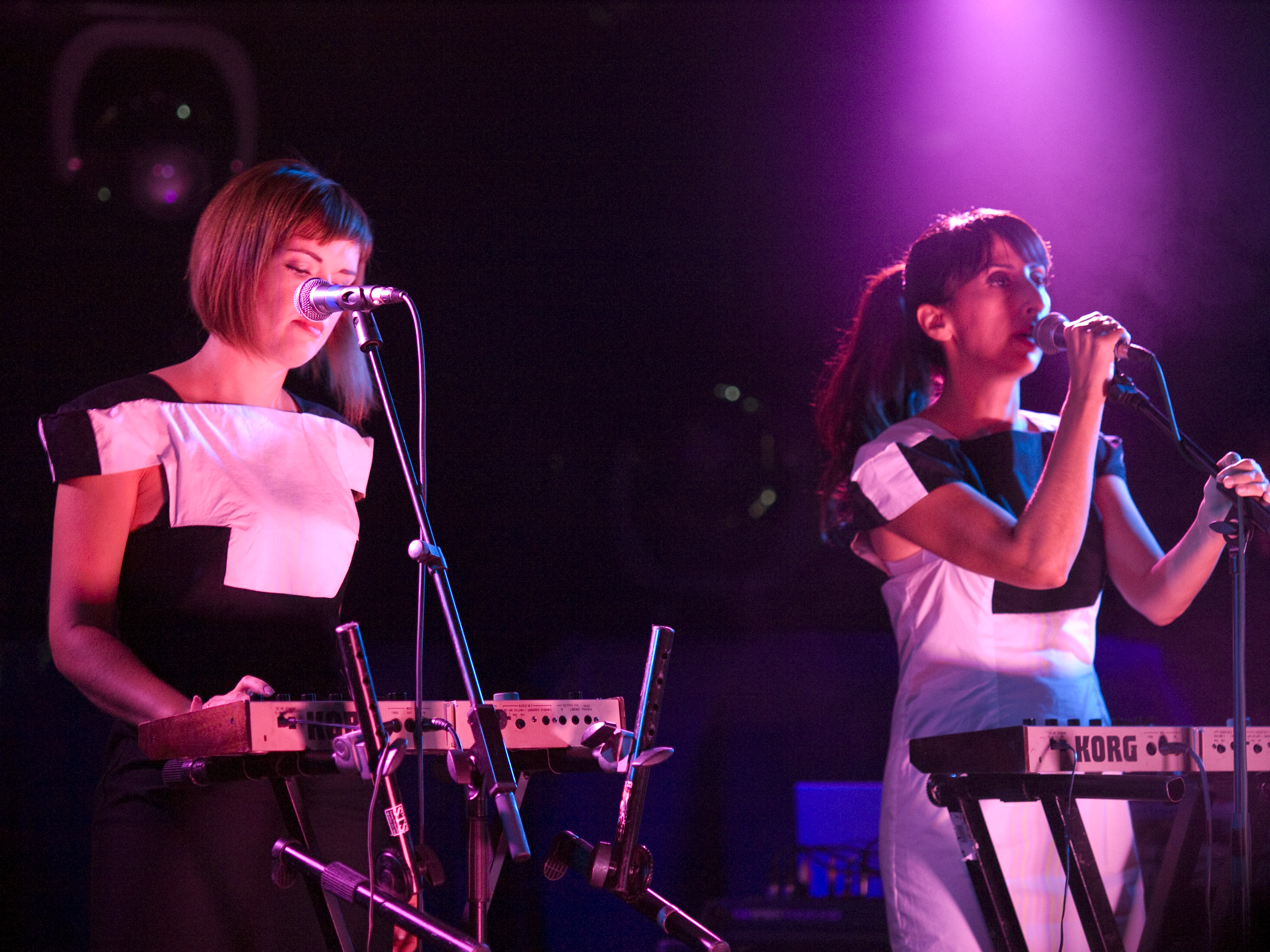
Concierto de Marsheaux en el Infest de 2008
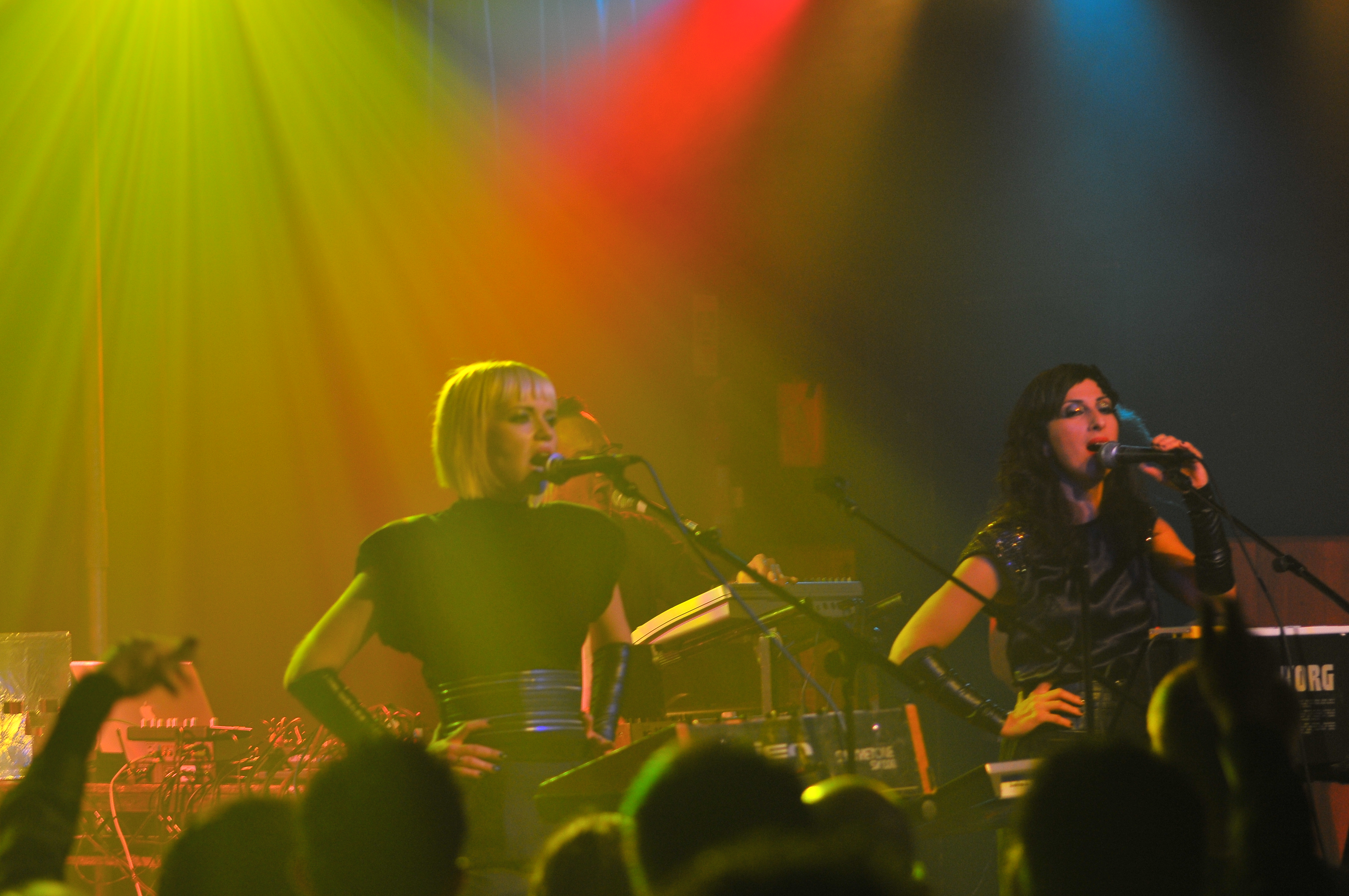
Concierto de Marsheaux en 2009

## Equipo
Además de ser vocalistas, ambas músicas son hábiles multinstrumentistas. Marianthi toca Microkorg, Minimoog, Roland SH101, Speak & Math y Yamaha CS01. Sophie toca Microkorg, Korg MS-10, Roland Alpha Juno2, Akai AX80, Roland CR-78, y Kurzweil K2000.

## Discografía

### Álbumes
- 2004 – E-Bay Queen
- 2006 – Peekaboo
- 2009 – Lumineux Noir
- 2013 – Inhale
- 2015 – A Broken Frame /An Extended Broken Frame
- 2016 – Ath.Lon

### Recopilatorios
- 2012 – E-Bay Queen is Dead
- 2013 – Odyssey
- 2018 – Our Girls on Film
- 2019 – Inhale

### Singles
- 2003 – "Popcorn". Undo Records
- 2007 – "Hanging On". Undo Records
- 2008 – "Ghost". Undo Records
- 2009 – "Breakthrough". Undo Records
- 2009 – "Summer". Out of Line
- 2016 – "Safe Tonight". Undo Records
- 2019 – "Home".

### Otros lanzamientos
- 2005 – "New Life" de Depeche Mode incluida en el álbum recopilatorio de tributo Around the World and Back: A Greek Tribute To Depeche Mode, publicado el 21 de marzo de 2005 en Undo Records.[15]
- 2007 – "Empire State Human" publicado el 4 de marzo de 2007 como descarga gratuita para conmemorar el 30.º aniversario de The Human League.
- 2007 – Remezcla de la canción "A Dark City's Night" del dúo alemán de synthpop Portash (localizada en el álbum de Portash Framed Lives).
- 2007 – Remezcla de la canción "It's Not Over" del grupo británico de electropop Client.
- 2008 – Remezcla de la canción "Perfect Girl" del grupo británico de electropop The Ultrasonics, lanzado el 25 de agosto de 2008.
- 2015 - "We Met Bernard Sumner At A Christmas Party Last Night" publicado en el álbum recopilatorio Ghosts Of Christmas Past (Remake).
- 2017 – Get The Balance Right EP de edición limitada publicado en Undo Records.[16]